# تئودور (کوئینزلند)
تئودور (به انگلیسی: Theodore) یک شهرک در استرالیا است که در Shire of Banana واقع شده‌است.